# 毎日、ノープロブレム
「毎日、ノープロブレム」（まいにち、ノープロブレム）は、小町（三浦理恵子）&奈緒子（三橋加奈子）／両津（ラサール石井）&麻里愛（麻生かほ里）のシングル。2000年3月18日に日本コロムビアから発売された。

## 概要
- 『こちら葛飾区亀有公園前派出所』の登場人物によるキャラクターソングが収録されたシングル。
- 「毎日、ノープロブレム」は小野小町と清正奈緒子によるデュエットソングであり、フジテレビ系列で放送されたテレビアニメ『こちら葛飾区亀有公園前派出所』のエンディングテーマとして[1]、第152話（2000年1月30日）から第191話（2000年12月17日）まで使用された。
- クレジットされていないが、太めの女性コーラスが小町、奈緒子と一緒に歌っている。
- カップリングの「ほんのささいな恋だから 〜マリアのマンボ〜」は両津勘吉と麻里愛によるデュエットソングであり、2000年4月8日に放送された「オドロキモモノキ島の大決戦」のエンディングテーマとして使用された。

## 収録曲
（全作曲・編曲：佐橋俊彦）
1. 毎日、ノープロブレム [3:36]
歌：小町（三浦理恵子）&奈緒子（三橋加奈子）
作詞：うえのけいこ
2. ほんのささいな恋だから 〜マリアのマンボ〜 [3:20]
歌：両津（ラサール石井）&麻里愛（麻生かほ里）
作詞：ラサール石井
3. 毎日、ノープロブレム（オリジナル・カラオケ） [3:35]
4. ほんのささいな恋だから 〜マリアのマンボ〜（オリジナル・カラオケ） [3:18]

## 収録アルバム
| 曲名                                      | 収録アルバム                                                 | 発売日         | 規格品番      |
| ----------------------------------------- | ------------------------------------------------------------ | -------------- | ------------- |
| 毎日、ノープロブレム                      | 『テレビアニメ ヒットパレード 男の子向き』                   | 2000年5月20日  | COCX-30937    |
| 毎日、ノープロブレム                      | 『最新テレビまんが テーマソングファイル 〜SFヒーロー編〜』   | 2000年8月19日  | COCX-31066〜7 |
| 毎日、ノープロブレム                      | 『最新テレビまんが テーマソングファイル 〜ファンタジー編〜』 | 2000年8月19日  | COCX-31068〜9 |
| 毎日、ノープロブレム                      | 『ベストヒットアニメソング2000 〜男の子向き〜』              | 2000年11月18日 | COCX-31210    |
| 毎日、ノープロブレム                      | 『ベストヒットアニメソング2000 〜女の子向き〜』              | 2000年11月18日 | COCX-31211    |
| 毎日、ノープロブレム                      | 『みんなでアニメソング 最新ベストヒットアルバム』            | 2001年2月21日  | COCX-31296〜7 |
| 毎日、ノープロブレム                      | 『こち亀百歌選 〜主題歌ベストコレクション〜』                | 2003年3月19日  | PCCA-01869    |
| ほんのささいな恋だから 〜マリアのマンボ〜 | 『こち亀百歌選 〜主題歌ベストコレクション〜』                | 2003年3月19日  | PCCA-01869    |